# Exército Nacional do Chade

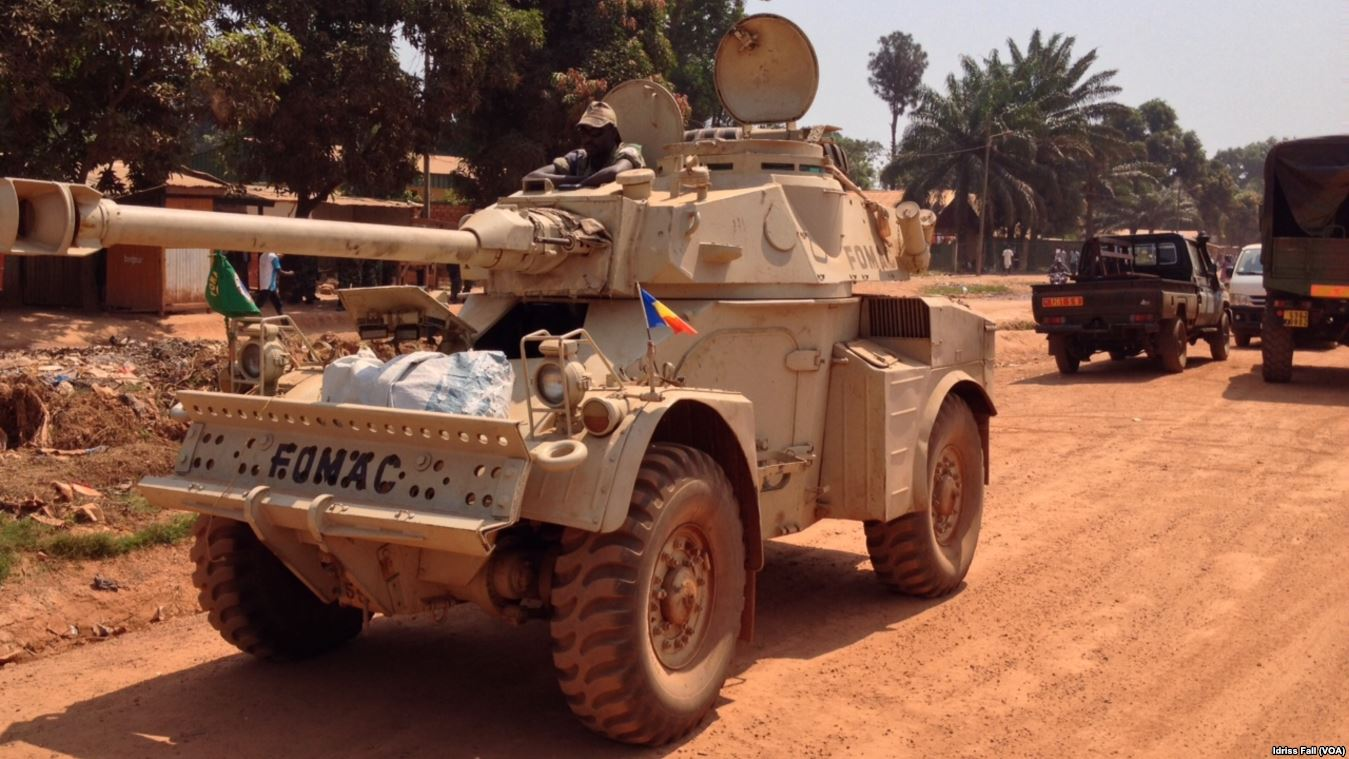
Um blindado Eland Mk7 do Chade.

Exército Nacional do Chade (em árabe: الجيش الوطني التشادي Al-Jaish al-Watani at-Tshadi, em francês:  Armée nationale tchadienne) são as atuais forças armadas do Chade.
As forças militares chadianas consistem nas cinco Forças de Defesa e de Segurança listadas no Artigo 185 da Constituição do Chade, que entrou em vigor em 4 de maio de 2018. São elas: o Exército Nacional (incluindo as Forças Terrestres e a Força Aérea), a Gendarmaria Nacional, a Polícia Nacional, a Guarda Nacional e Nômade (GNNT) e a Polícia Judiciária. O Artigo 188 da Constituição especifica que a Defesa Nacional é da responsabilidade do Exército, da Gendarmaria e da GNNT, enquanto a manutenção da ordem pública e da segurança é da responsabilidade da Polícia, da Gendarmaria e da GNNT.

## História
Com a chegada ao poder do presidente Idriss Déby através do golpe de Estado de dezembro de 1990, as forças armadas do Chade passariam por um processo de  reorganização. Contando com o apoio francês, essa reorganização foi iniciada no início de 1991 com o propósito de fazer com que sua composição étnica refletisse o país como um todo. Contudo, esse objetivo jamais foi alcançado e os militares continuaram sendo dominados pelos Zaghawa. As guerras e as rebeliões prosseguiram atormentando o Chade, como têm acontecido desde 1965.
Em 2004, o governo chadiano descobriu que muitos dos soldados que estava pagando não existiam. A repressão do governo contra tal prática de corrupção nas forças armadas teria sido um dos fatores para um motim militar fracassado em Maio de 2004.
O conflito de 2005–2010, no qual os militares chadianos estiveram envolvidos, foi uma guerra civil contra rebeldes apoiados pelo Sudão. O Chade consegue repelir com sucesso os movimentos rebeldes, contudo, com algumas perdas. O exército usa seus sistemas de artilharia e tanques, mas os insurgentes bem equipados provavelmente conseguiram destruir mais de 20 dos 60 tanques T-55 do Chade e derrubaram um helicóptero de ataque Mi-24 Hind, que bombardeava posições inimigas perto da fronteira com o Sudão. Em novembro de 2006, a Líbia forneceu ao Chade quatro aviões de ataque ligeiro Aermacchi SF.260W, que são usados para atacar posições inimigas pela Força Aérea do Chade, mas um foi abatido pelos rebeldes. Durante a última batalha de N'Djamena (2008), as aeronaves de combate e os tanques foram bem aproveitados, repelindo as milícias armadas do palácio presidencial. A batalha impactou os níveis mais altos da liderança do exército, já que Daoud Soumain, seu chefe do Estado-Maior, foi morto.
A partir de 2003, o Chade se tornaria um produtor de petróleo e planos sobre como gastar as receitas petrolíferas foram criados com a ajuda do Banco Mundial. De acordo com esse plano, 80% dos rendimentos iriam para setores de desenvolvimento como educação e saúde, mas o dinheiro foi desviado para gastos militares desde o início. O Chade ignorou o plano original após o início da guerra civil, o que permitiu adicionar "segurança nacional" nas principais prioridades, a maior parte desse dinheiro foi para os militares. Durante a guerra civil, o Chade gastou cerca de 600 milhões de dólares na compra de novos equipamentos militares.
A partir de janeiro de 2013, as Forças Armadas do Chade participam da Intervenção Militar no Mali para expulsar os rebeldes jihadistas do norte do país. Primeiro, forneceram suas bases da força aérea para cobrir o desembarque de soldados franceses durante a Operação Serval. Posteriormente, trouxeram seus 2 000 contingentes treinados. Em 14 de abril de 2013, o presidente chadiano Idriss Déby anunciou a retirada de suas tropas do Mali, denotando que a missão principal estava cumprida.
Em janeiro de 2015, o Chade começou a enviar tropas aos seus vizinhos para ajudar na luta contra o Boko Haram.
Em 23 de março de 2020, uma base do exército chadiano foi emboscada por combatentes do grupo insurgente jihadista Boko Haram. O exército perdeu 92 soldados em um dia. Em resposta, o presidente Déby lançou uma operação apelidada de "Cólera de Bohama". De acordo com Yan St-Pierre, expert em contraterrorismo, as várias operações externas e a crescente insegurança nos países vizinhos sobrecarregaram as capacidades das forças armadas do Chade.
O Exército Nacional do Chade também enfrenta uma rebelião armada nas regiões do norte do país, perto da fronteira com a Líbia, por vários grupos rebeldes como a Frente pela Alternância e Concórdia no Chade (FACT) e o Conselho do Comando Militar para a Salvação da República (CCMSR).
Após a morte do Presidente Idriss Déby em 19 de abril de 2021 durante um combate contra os rebeldes da Frente pela Alternância e Concórdia no Chade (FACT), seu filho, o General Mahamat Idriss Déby foi nomeado presidente interino e chefe das forças armadas.